# Sunwoo Eun-sook
Sunwoo Eun-sook (24 de diciembre de 1959) es una actriz surcoreana. Debutó como actriz en 1978, y saltó a la fama en la década de 1980. Se mantiene activa como actriz de reparto en dramas. 

## Vida personal
Se casó con el actor Lee Young-ha en 1981, cuando ambos estaban en la cima de sus carreras; se divorciaron en 2007 después de 26 años de matrimonio.
La pareja tuvo dos hijos, uno de los cuales es el también actor Lee Sang-won.

## Filmografía

### Serie de televisión
*lista parcial de series
| Año  | Título                                          | Rol                  | Red  |
| ---- | ----------------------------------------------- | -------------------- | ---- |
| 1984 | TV Tale of Chunhyang                            | Sung Chunhyang       | KBS2 |
| 1986 | 고향을 어이 잊으리까                            |                      | KBS  |
| 1986 | My Heart Is Like a Star                         | Lee Ok-rye           | KBS2 |
| 1987 | Lee Cha-don                                     |                      | KBS1 |
| 1987 | Land                                            | Wol-sun              | KBS1 |
| 1990 | 머슴아와 가이내                                 | Dae-soon             | KBS2 |
| 1990 | 어둔 하늘 어둔 새                               | Shin-hee             | MBC  |
| 1991 | Thief's Wife                                    | Young-il             | KBS2 |
| 1991 | We Are Middle Class                             | Ja-ok                | KBS2 |
| 1992 | Your Name Is Hyo-ja                             |                      | KBS1 |
| 1992 | Sons and Daughters                              | Soon-mi              | MBC  |
| 1993 | Adolescence                                     |                      | MBC  |
| 1993 | Friday's Woman "Sunwoo Eun-sook's Rainbow Love" | Seo Ji-hye           | KBS2 |
| 1995 | The Road                                        | Yoo Sun-ae           | KBS2 |
| 1996 | Sibling Relations                               | Jae-sook             | MBC  |
| 1996 | A Faraway Country                               | Park Young-hye       | KBS2 |
| 1996 | Sometimes Like Strangers                        | Myung-joo            | SBS  |
| 1997 | Happy Morning                                   |                      | KBS2 |
| 1998 | Please Find My Dad                              |                      | KBS1 |
| 1998 | You and My Song                                 | Soon-nyeo            | KBS1 |
| 1999 | Encounter                                       | Lady Yoo             | KBS2 |
| 1999 | Into the Sunlight                               | Song Soon-ja         | MBC  |
| 2000 | Bad Friends                                     |                      | MBC  |
| 2000 | RNA                                             | Jo Young-sook        | KBS2 |
| 2000 | The More I Love You                             | Mrs. Yoon            | MBC  |
| 2000 | Autumn in My Heart                              | Lee Kyung-ha         | KBS2 |
| 2001 | Delicious Proposal                              |                      |      |
| 2001 | In the Flower Garden                            | Wang In-hee          | KBS2 |
| 2001 | Stock Flower                                    | Lee Sook-hee         | KBS2 |
| 2001 | Empress Myeongseong                             | Lady Yi de Gamgodang | KBS2 |
| 2001 | Father and Sons                                 |                      | SBS  |
| 2001 | Purity                                          | Hwang Soo-mi         | KBS2 |
| 2002 | Hwatu                                           | Geum-soon            | SBS  |
| 2002 | Sidestreet People                               | Mrs. Ahn             | KBS2 |
| 2002 | We Are Dating Now                               | Tae-hee              | SBS  |
| 2002 | Like a Flowing River                            |                      | SBS  |
| 2002 | MBC Best Theater "My Long-suffering Mom"        |                      | MBC  |
| 2003 | Good News                                       | Kim Geum-shil        | MBC  |
| 2003 | All In                                          | Yoon Hye-sun         | SBS  |
| 2003 | Yellow Handkerchief                             | Oh Kyung-ae          | KBS1 |
| 2003 | My Fair Lady                                    | Oh Nam-sook          | SBS  |
| 2003 | A Problem at My Younger Brother's House         | Lee Young-joo        | SBS  |
| 2004 | Passion                                         | Mrs. Im              | MBC  |
| 2004 | The Age of Heroes                               |                      | MBC  |
| 2004 | Full House                                      | Mrs. Kim             | KBS2 |
| 2005 | Dangerous Love                                  | Go Yoon-ja           | KBS2 |
| 2005 | That Summer's Typhoon                           | Oh Sung-mi           | SBS  |
| 2005 | Resurrection                                    | Kim Yi-hwa           | KBS2 |
| 2006 | One Fine Day                                    | Ji Soo-hyun          | MBC  |
| 2007 | Kimchi Cheese Smile                             | Sunwoo Eun-sook      | MBC  |
| 2008 | Don't Be Swayed                                 | Cha Young-mi         | MBC  |
| 2009 | Wife Returns                                    | Mrs. Park            | SBS  |
| 2010 | Marry Me, Please                                | Lee Young-shin       | KBS2 |
| 2011 | Dangerous Women                                 | Na Yeon-sook         | MBC  |
| 2012 | Can We Get Married?                             | Eun-kyung            | jTBC |
| 2013 | Empire of Gold                                  | Yoo Soon-ok          | SBS  |
| 2014 | Noblewoman                                      | Bang Jung-shim       | jTBC |
| 2014 | You're Only Mine                                | Na Soon-shim         | SBS  |
| 2016 | Bubbly Lovely                                   | Im Soon-bok          | SBS  |
| 2017 | Return of Fortunate Bok                         | Park Mi-ok           | MBC  |
| 2022 | Gold Mask                                       | Kim Hye-kyung        | KBS2 |

### Cine
| Año  | Título                           | Rol                    |
| ---- | -------------------------------- | ---------------------- |
| 1980 | The Woman Who Laughs Three Times |                        |
| 1981 | The Haunted Wedding Dress        |                        |
| 1982 | The Hero, Pal Bul-chul           |                        |
| 1983 | A Time to Love, a Time to Part   |                        |
| 1987 | Prince Yeonsan                   | Lady Yun               |
| 1997 | Robinson Crusoe '97              | Mom                    |
| 2002 | Sex Is Zero                      | cameo                  |
| 2004 | My Little Bride                  | madre de Bo-eun        |
| 2006 | A Dirty Carnival                 | madre de Kim Byung-doo |
| 2018 | Gate                             | Ok-ja                  |